# Henri Marque
Pour les articles homonymes, voir Marque.
Henri Marque, né le 9 décembre 1926 à Lyon et mort le 15 septembre 2017 à Puteaux, est un journaliste français.

## Biographie
Durant les années 1970, Henri Marque travaille en tant que présentateur du journal de 13 h sur RTL. Rédacteur en chef du service politique, il couvre l'élection présidentielle de 1974 pour cette même radio.
En 1975, alors que la chaîne TF1 est créée, il devient le premier directeur de l'information. Jean-Marie Cavada lui succède en janvier 1981.
De septembre 1991 à juin 1993, il est intervieweur pour l'émission Le Grand Jury sur RTL. Il a également été professeur à l'école supérieure de journalisme de Paris et  animateur de conférences.
Il meurt le 15 septembre 2017, à l'âge de 90 ans.

## Décoration
- Chevalier de l'ordre de l'Économie nationale (1954)[6]